# Teresa K. Attwood

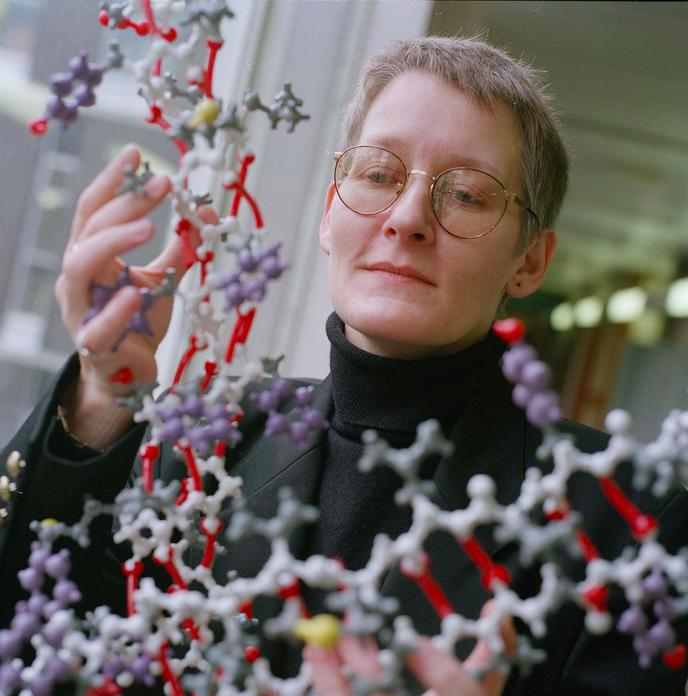
Teresa Attwood (Foto: Linda Bussey; 2012)

Teresa K. „Terri“ Attwood (* 20. November 1959) ist eine britische Hochschullehrerin für Bioinformatik an den Fakultäten für Informatik und Biowissenschaften der Universität Manchester und Gastwissenschaftlerin am Europäischen Institut für Bioinformatik (EMBL-EBI). Sie ist tätig als Biokuratorin auf dem Gebiet der Proteinanalyse und Proteinsequenzierung.

## Wirken
An der Universität Leeds erhielt Attwood 1982 ihren Bachelor of Science in Biophysik. Dort war sie bis 1993 in der Forschung tätig und wurde 1984 promoviert. Im Jahr 1993 erhielt sie ein Forschungsstipendium der Royal Society und wechselte an das University College London. Als Stipendiatin bis 2002 wechselte Attwood 1999 nach Manchester, wo sie 2001 die Professur in Bioinformatik erhielt.
Ihr Forschungsgebiet ist die Proteinanalyse. Nachdem Amos Bairoch die Datenbank PROSITE geschaffen hatte, arbeitete Attwood mit ihm zusammen um die Klassifizierung und Annotation von Proteinfamilien zu vereinheitlichen. Gemeinsam mit Rolf Apweiler erhielt sie 1997 ein Stipendium der Europäischen Union für die Entwicklung der Datenbank InterPro.
Im Bereich der Molekularbiologie hat Attwood die Datenbank PRINTS für Peptidmassenfingerprinting erstellt. Mit Stephen Robert Pettifer entwickelte sie das Tool UTOPIA (User-friendly Tools for Operating Informatics Applications) für die Proteinanalyse.
Attwood ist derzeit Vorsitzende von EMBnet, des europäischen Netzwerks der Molekularbiologen und hat weitere Ämter und Positionen inne. Auf ihre Initiative wurde 2012 GOBLET (Globale Organisation für Lehre, Ausbildung und Training in der Bioinformatik) gegründet, dort ist sie seit 2016 Vorsitzende des Vorstandes.

## Schriften (Auswahl)
- Chromonic mesophases. (Dissertation) 1984.

### Mitautorin
- Introduction to Bioinformatics. 1999.
- Bioinformatics and Molecular Evolution. 2005.
- Bioinformatics Challenges at the Interface of Biology and Computer Science: Mind the Gap. 2016.
- An active registry for bioinformatics web services.[2]

### Mitherausgeberin
- Biochemical Journal.
- Database. The Journal of Biological Databases and Curation.
- Molecular and Cellular Proteomics.
- Journal of Molecular Graphics and Modelling.
- EMBnet.journal.